# ایزو ۹۵۶۴
ایزو 9564 یک استاندارد بین‌المللی برای مدیریت و خدمات مالی شماره شناسایی شخصی است. 
PIN برای وارسی هویت مشتری (مشتری بانک صادرکننده  کارت بانکی) در فرآیند تراکنش الکترونیکی استفاده می‌شود.